# Li Yanan (judoczka)
Li Yanan (chiń. 李亚男; ur. 27 kwietnia 1994) – chińska judoczka. Olimpijka z Tokio 2020, gdzie zajęła dziewiąte miejsce w wadze ekstralekkiej.
Uczestniczka mistrzostw świata w 2013, 2017 i  2020. Startowała w Pucharze Świata w 2013 i 2019. Triumfatorka mistrzostw Azji w 2019 i 2021 roku.

## Letnie Igrzyska Olimpijskie 2020
| Konkurencja | Eliminacje                      | Eliminacje             | Klas. końcowa |
| Konkurencja | Przeciwnik I                    | Przeciwnik II          | Miejsce       |
| ----------- | ------------------------------- | ---------------------- | ------------- |
| 48 kg       | Galbadrachyn Otgonceceg (KAZ) Z | Catarina Costa (POR) P | 9.            |